# Oriol Rubio
Oriol Rubio Peris (* 8. März 1997 in Barcelona) ist ein spanischer Eishockeyspieler, der seit 2010 beim FC Barcelona unter Vertrag steht und seit 2013 in der spanischen Superliga spielt.

## Karriere
Oriol Rubio begann seine Karriere als Eishockeyspieler beim FC Barcelona, für den er zunächst in der spanischen U18-Liga spielte. Seit 2013 spielt er mit der Herren-Mannschaft in der Superliga. 2021 und 2022 wurde er mit den Katalanen spanischer Meister.

### International
Für Spanien nahm Rubio im Juniorenbereich an den U18-Junioren-Weltmeisterschaften der Division II 2013, 2014 und 2015, als er als bester Torvorbereiter des Turniers auch zum besten Spieler seiner Mannschaft gewählt wurde, sowie den U20-Junioren-Weltmeisterschaften der Division II 2014, 2015, als er gemeinsam mit den Kroaten Ivan Janković und Luka Jarčov Torschützenkönig des Turniers war, 2016, als er gemeinsam mit dem Serben Uroš Bjelogrlić hinter dem Rumänen Norbert Rokaly, und 2017, als er gemeinsam mit seinem Landsmann Bruno Baldris und dem Serben Mirko Đumić Topscorer des Turniers war und zum besten Stürmer des Turniers gewählt wurde, teil. Zudem vertrat er die spanische Auswahl bei der Winter-Universiade 2015, deren Eishockeywettbewerbe im spanischen Granada ausgetragen wurden.
Im Seniorenbereich stand er erstmals bei der Weltmeisterschaft 2017 im Aufgebot seines Landes bei den Weltmeisterschaften der Division II. Auch 2018, 2019 und 2023, als ihm mit den Iberern nach zwölf Jahren die Rückkehr in die Division I gelang, spielte er in der Division II. Zudem vertrat er seine Farben bei der Olympiaqualifikation für die Winterspiele in Peking 2022.

## Erfolge
- 2015 Bester Torvorbereiter bei der U18-Weltmeisterschaft der Division II, Gruppe B
- 2015 Torschützenkönig bei der U20-Weltmeisterschaft der Division II, Gruppe B
- 2017 Bester Stürmer und Topscorer bei der U20-Weltmeisterschaft der Division II, Gruppe B
- 2018 Aufstieg in die Division II, Gruppe A, bei der Weltmeisterschaft der Division II, Gruppe B
- 2021 Spanischer Meister mit dem FC Barcelona
- 2022 Spanischer Meister mit dem FC Barcelona
- 2023 Aufstieg in die Division I, Gruppe B, bei der Weltmeisterschaft der Division II, Gruppe A